# Còrvul de Friül
Còrvul (Corvulus) fou duc de Friül durant un breu període al segle viii (probablement 705 o 706). Va reemplaçar a Ferdulf, mort en combat contra els eslaus. Còrvul hauria ofès al rei Aripert II i va ser arrestat i els seus ulls arrencats. Segons Pau el Diaca va patir després d'això "anys d'ombra i de vergonya". El rei va posar al tron ducal a Pemmó.